# Indonesische Badmintonmeisterschaft 2011
Die Indonesische Badmintonmeisterschaft 2011 fand vom 29. November bis zum 3. Dezember 2011 in Pekanbaru statt.

## Sieger und Platzierte
| Disziplin    | Gold                                   | Silber                               | Bronze                                       |
| ------------ | -------------------------------------- | ------------------------------------ | -------------------------------------------- |
| Herreneinzel | Senatria Agus Setia Putra              | Wisnu Yuli Prasetyo                  | Evert Sukamta                                |
| Herreneinzel | Senatria Agus Setia Putra              | Wisnu Yuli Prasetyo                  | Shesar Hiren Rhustavito                      |
| Dameneinzel  | Ganis Nur Rahmadani                    | Maziyyah Nadhir                      | Putri Muthia Restu Pangersa                  |
| Dameneinzel  | Ganis Nur Rahmadani                    | Maziyyah Nadhir                      | Rosaria Yusfin Pungkasari                    |
| Herrendoppel | Rahmat Adianto Berry Angriawan         | Praveen Jordan Didit Juang Indrianto | Samuel Paulus Wahyu Nayaka                   |
| Herrendoppel | Rahmat Adianto Berry Angriawan         | Praveen Jordan Didit Juang Indrianto | Fernando Kurniawan Wifqi Windarto            |
| Damendoppel  | Suci Rizky Andini Della Destiara Haris | Jenna Gozali Komala Dewi             | Eri Oktaviani Rizki Amelia Pradipta          |
| Damendoppel  | Suci Rizky Andini Della Destiara Haris | Jenna Gozali Komala Dewi             | Devi Tika Permatasari Keshya Nurvita Hanadia |
| Mixed        | Ricky Widianto Richi Puspita Dili      | Irfan Fadhilah Weni Anggraini        | Hardianto Devi Tika Permatasari              |
| Mixed        | Ricky Widianto Richi Puspita Dili      | Irfan Fadhilah Weni Anggraini        | Fernando Kurniawan Nurbeta Kwanrico          |